# Busta Rhymes
Тре́вор Джордж Сміт-молодший (англ. Trevor Tahiem Smith, Jr; нар. 20 травня 1972, Бруклін, Нью-Йорк, США) — американський репер і актор.

## Життєпис
Батьки Тревора, що були вихідцями з Ямайки, переїхали у Нью-Йорк, коли їхньому синові виповнилось 12. В юності хлопець був непоганим баскетболістом, втім весь вільний час він присячував хіп-хопу.
Будучи в 10 класі, Баста взяв участь у музичному конкурсі, спонсорами якого були авторитетні репери Chuck D та гурт Public Enemy. Після цього й почалася його серйозна музична кар'єра — з трьома друзями Баста заснував групу Leaders of the New School. Просиджуючи цілодобово в студії Public Enemy на Лонґ-Айленді, хлопці чогось навчилися і навіть зуміли підписати контракт з Elektra Records. Баста Раймзу тоді виповнилося 17 років, і він кинув школу, щоби цілком присвятити себе музиці.
Його гурт так і не досяг великих фінансових успіхів, втім у певних колах Leaders of the New School вважали ледь не культовою командою. Вийшло навіть два альбоми — в 1990-му «Future Without a Past» і в 1993-му «TIME». Коли популярність Leaders of the New School упала, Баста потихеньку почав відходити від заходів, в яких брав участь гурт, і більше часу присвячувати роботі з іншими виконавцями. Його голос чи його ідеї присутні в альбомах Boyz II Men, Мері Джей-Блайдж і TLC. Особливо ж вдалим виявилася співпраця з А Tribe Called Quest, чия робота «Scenario» 1991 року отримала загальнонаціональне визнання. 
1993 році, внаслідок передчасних пологів його цивільної дружини, Баста втратив свою першу дитину. Хлопчик прожив на світі всього кілька годин. Такий удар не просто пережити, але Баста знайшов у собі сили не залишати кар'єру. Через рік у його жінки без ускладнень народилася ще одна дитина, теж хлопчик. Його назвали ТиЗіа. На той час виконавець вже «повністю» пішов з Leaders Of The New School і зайнявся тим, чим хотів. По-перше, кінематографом, отримавши хорошу роль у фільмі Джона Синґлтона, і, головне, — своїм сольним альбомом, який вийшов 1996 року. LP «The Coming» зараз називають «поворотним моментом» у розвитку хіп-хопу, а перший сингл «Woo-Hah! (Got You All in Check)» відразу увійшов до першої десятки «Біллборда». Скориставшись своєю розсудливістю і комерційною жилкою, Раймз направив прибутки від продажу цього альбому, а також подальшої роботи 1997 року «When Disaster Strikes» на створення власної звукозаписної компанії Flipmode Entertainment. Почавши з дрібнесенького офісу на Мангеттені, фірма розрослася і зараз представляє реальну силу та вільно конкурує на американському ринку «чорної» музики. Одним з найяскравіших представників цієї компанії є гурт The Flipmode Squad, де зі своїми друзями хіп-хопер любить поспівати, пограти. Альбом цього гурту, «The Imperial», вийшов у вересні 1998 року. До речі, у Басти є ще один бізнес — він створює (точніше найняті ним модельєри створюють) Лінію одягу «Bushi». 
Невдовзі артист видав уже третій і поки найпотужніший свій сольний проект — альбом «Extinction Level Event — The Final World Front». Робота пройнята «прогресивними» ідеями кінця світу та інших апокаліпсисом, які неодмінно повинні стерти з лиця Землі людство, якщо, звичайно, воно не одумається і не почне вести правильний спосіб життя. В альбомі звучить дует з Оззі Осборном — композиція «This Means War» (це свого роду ремейк знаменитої «Iron Man» від раннього Black Sabbath, де Оззі був вокалістом), а також пісня «What's It Gonna Be?!», виконана на пару з Дженет Джексон. Кліп до неї завдяки хорошій комп'ютерній графіці став одним з найдорожчим за всю історію відеомистецтва. 
Записаний з Dre «Big Bang» не приніс очікуваних дивідендів. За підсумками року ця платівка не увійшла навіть до п'ятірки найпопулярніших реп-альбомів, хоча за очікуваннями це був один із найбільш багатообіцяючих альбомів 2006-го. 
30 жовтня 2020 року Busta Rhymes випустив альбом "Extinction Level Event 2: The Wrath Of God" - сіквел своєї платівки 1998 року. Участь у записі релізу взяли такі виконавці як Chris Rock, Rakim, Pete Rock, M.O.P., Bell Biv Devoe, Minister Louis Farrakhan, Ol' Dirty Bastard, Q-Tip, Rick Ross, Anderson .Paak, Vybz Kartel, Rapsody, Mariah Carey, Kendrick Lamar,Mary J. Blige та Nikki Grier. Продюсерами альбому виступили Nottz, Swizz Beatz, Pete Rock, J Dilla, Rockwilder, Focus, DJ Scratch, DJ Premier, Terrace Martin, Hi-Tek, 9th Wonder, Rick Rock та інші.

## Проблеми із законом
Баста Раймз не зміг уникнути неприємностей з законом, з яким доводиться постійно боротися більшості чорношкірих музикантів Америки. Попався він на все тому ж забороненому носінні зброї. Зупинивши його авто за порушення правил дорожнього руху, поліція знайшла в артиста заряджений напівавтоматичний пістолет 45-го калібру. У березні 2009 року Баста знову потрапив у поле зору правоохоронних органів через погрози, які він нібито висловив по телефону своїй колишній співмешканці і матері своєї дитини. Втім, у порівнянні з «витівками» багатьох його колег по «чорній» музиці Баста Раймз майже нічого не накоїв. Трагічний інцидент відбувся на зйомках кліпу Busta Rhymes «Touch It (Remix)», коли було убито охоронця репера. Баста відмовився давати свідчення з приводу злочину, так само як і всі інші його свідки. За інформацією американських ЗМІ вбивство стало результатом сварки продюсера цього треку Swizz Beatz і репера Tony Yayo, який прийшов на зйомки за компанію з Lloyd Banks'ом, що брав участь у реміксі. Писали, начебто на спусковий гачок натиснув чоловік, що приїхав в машині з Tony Yayo. За деякими відомостями стріляв він саме в Баста Раймза, але потрапив у охоронця Ізраеля Раміреса. Раймза неодноразово піддавали критиці за небажання співпрацювати з владою, що він ніби «прикривав» вбивцю. Найактивніше це робили родичі загиблого. Однак Баста щоразу залишався непохитний.

## Дискографія
- The Coming (1996)
- When Disaster Strikes (1997)
- E.L.E. (Extinction Level Event): The Final World Front (1998)
- Anarchy (2000)
- Genesis (2001)
- It Ain't Safe No More (2002)
- The Big Bang (2006)
- Back on My B.S. (2009)

## Фільмографія
| Фільм                                                 | Роль                       | Інше |
| ----------------------------------------------------- | -------------------------- | ---- |
| Who's the Man? (1993)                                 | Jawaan                     |      |
| Strapped (1993)                                       | Buster                     |      |
| Higher Learning (1995)                                | Dreads                     |      |
| Cosby (1997)                                          | Philip                     |      |
| The Steve Harvey Show (1998)                          | Zack                       |      |
| The Wayans Bros (1998)                                | себе                       |      |
| The Jamie Foxx Show (1998)                            | себе                       |      |
| The Rugrats Movie (1998)                              | Reptar Wagon (голос)       |      |
| Шафт (2000)                                           | Rasaan                     |      |
| Знайти Форрестера (Finding Forrester, 2000)           | Терел                      |      |
| Space Ghost Coast to Coast (2001)                     | себе                       |      |
| Наркобарон (2002)                                     | Darnell 'Big D Love' Beery |      |
| Halloween: Resurrection (2002)                        | Freddie Harris             |      |
| The Neptunes Present: Dude We're Going to Rio! (2003) | Rhymes                     |      |
| Death of a Dynasty (2003)                             |                            |      |
| Full Clip (2004)                                      | Pope                       |      |
| Busta Rhymes: Everything Remains Raw (2004)           |                            |      |
| The Boondocks (2007)                                  | Flonominal                 |      |
| Breaking Point (2009)                                 | Al Bowen                   |      |